# Pohlia serrifolia
Pohlia serrifolia là một loài Rêu trong họ Bryaceae. Loài này được (Bryhn) Broth. miêu tả khoa học đầu tiên năm 1903.